# Dienis Czeryszew
Dienis Dmitrijewicz Czeryszew (ros. Денис Дмитриевич Черышев; ur. 26 grudnia 1990 w Niżnym Nowogrodzie) – rosyjski piłkarz występujący na pozycji napastnika we włoskim klubie Venezia FC oraz w reprezentacji Rosji. Posiada także obywatelstwo hiszpańskie. Syn Dmitrija Czeryszewa.

## Kariera
Urodził się w mieście Niżny Nowogród w Związku Radzieckim. Czeryszew rozpoczął swoją karierę w hiszpańskim klubie Sporting Gijón, gdzie jego ojciec Dmitri grał w tym czasie na pozycji napastnika. Niedługo później Dmitri przeniósł się do Burgos CF, także jego syn dołączył do młodzieżowego zespołu w kategorii wiekowej do lat dziewięciu.
Czeryszew dołączył do Realu w 2002. Rozegrał dziewięć meczów w zespole Castilla w Segunda División B w sezonie 08/09. W latach 2010-2012, również na trzecim poziomie ligowym Czeryszew rozegrał 61 meczów i strzelił 11 goli dla Realu B. Był ważnym punktem ofensywy w końcówce sezonu 11/12 pomagając drużynie w awansie do Segunda División po pięciu latach nieobecności. Zadebiutował w dywizji drugiej w dniu 17 sierpnia 2012, rozgrywając pełne 90 minut w przegranym 1-2 wyjazdowym spotkaniu przeciwko Villarreal CF. 27.11.2012 zadebiutował w pierwszej drużynie w meczu Copa del Rey wygranym u siebie 3–0 przeciwko CD Alcoyano.
W sierpniu 2013 został wypożyczony do hiszpańskiej Sevilli. Wraz z klubem ze stolicy Andaluzji zdobył puchar Ligi Europy. W czerwcu 2014 został ponownie wypożyczony tym razem do Villarrealu.

## Osiągnięcia
Klub
- Real Madryt Castilla
  - Segunda División B: 2011/2012
- Real Madryt
  - Liga Mistrzów UEFA: 2015/2016
  - Finalista Pucharu Króla: 2012/2013
- Sevilla FC
  - Liga Europy UEFA: 2013/2014